# 팀 슈트로나흐
팀 슈트로나흐(독일어: Team Stronach) 또는 오스트리아 팀 슈트로나흐(독일어: Team Stronach für Österreich)는 오스트리아의 정당이다. 2012년 9월 25일에 등록하고 27일부터 활동을 시작하였다. 당의 이름은 사업가 프랭크 슈트로나흐의 이름을 붙인 것이다.